# 陳篤生家族
陳篤生（英語：Tan Tock Seng；白話字：Tân Tok-seng），新加坡華僑，企業家兼慈善家，曾任新加坡地區的「中國甲必丹」（由西方殖民官方指定的華人社群領袖）。
陳篤生在十九世紀的新加坡地位舉足輕重，其事蹟包括於1842年資建天福宮、1844年同陈金声在珍珠山合辦平民醫院（1851年由其子陳金鐘接手並改名陈笃生医院）、1846年受委太平局紳，1850年去世並葬在歐南山北麓。
陳篤生同李淑娘生有三子四女；連同妾室共有四男五女：

### 長子陳金鐘
陳金鐘1829—1892：
- 1871年受委新加坡太平局紳
- 1872年任名譽推事
- 1877年清政府在新加坡首次設定領事館後，陳金鐘花費巨資買得候選道官銜
- 1888年任市政府委員、同時被暹羅國王拉瑪四世特任命為暹羅駐海峽殖民地欽差大臣兼總領事，並賜封侯爵。
- 1892年2月，病故於新加坡

原配蔡氏，三子四女
- （2，以陳金鐘為第一代，下同）次子陈纯道1854—1891[4][5][6]
  - （3）陈武烈1874—1934[4][7]，1897年繼祖父陈笃生及父親陈金钟，祖孫三代先後擔任天福宮大董事；同時是新加坡中国女学堂發起人之一，任該校财政[8]。
    - 首任妻子邱吉娘1879—1903，五名子女[7]
      - （4）長子Jubilee TAN Toon Hor1897—1947[9]=張氏1900—1982[10]
        - （5）陈依琳（Eileen Tan）=德国夫婿关特·联纳（Guenter Lienau）[4]
          - （6）克劳斯·联纳（Klaus Lienau）[4]

      - （4）次子陳敦禮1899—1942[11]=蘇格蘭裔妻子凯特琳·波尔森（Irene Katherine Clarke POLSON）1911—1975[12]，四名兒女[4]
        - （5）長子陳國成[4]=英裔妻子雪拉（Sheila）[4]
          - （6）陈绪文[4]

        - （5）次子麦克（Michael Tan）1934—2001[13]=德裔妻子[4]，兩子[13]
          - （6）高瓦（Gower Tan）=英國及愛爾蘭混血妻子[4]
            - （7）陈美喜（Olivia Tan）[4]

        - （5）長女茱丽叶（Juliet Tan）[4]
        - （5）次女洁娜（Jalner Tan）[4]

      - （4）長女陈宝丽1898—1969[7][14]續弦於=蕭保齡1883—1942[15]，一子一女[7][14]
        - （5）Eugene SEOW Eu Jin1920—1993[16]
          - （6）兒子
            - （7）蕭永良1961—[17]

        - （5）女兒Rosie SEOW Guat Kheng1922—1994[18]=Albert LIM Kok Ann1920—2003[19]
          - （6）官星波，英語作家[7][20]

    - 次任妻子郭金娘？—1932[7]
      - （4）唯女（吉蒂）陳寶月1922—1961=陈文水医生1917-1993，三男[7]
        - （5）幼子陈吉瑞1948—，新加坡金融业纠纷调解中心（FIDReC）前总裁[7]=冯婉珊[7]

泰國妻室
- 三女[21]
  - 泰裔孫女茉莉（Molee）[22]=他纳·科曼1914—2016，泰國前外長[21]、東盟創辦人之一
    - 三名泰裔外曾孙子女，其中一人为狄拉吾（Tiravudh Khoman）[4][21][22]。
      - 四名泰裔外玄孙子女[22]

第三任妻子
- 四子五女

第四任妻子
- 一子

### 次子陳秀林[23]
陳秀林？—1885，兩子一女

### 三子陳德源
陳德源1844—1891，海峽殖民地馬六甲頗有聲望的植物學家，曾被授予太平局紳。
- 陳齊賢（英语：Tan Chay Yan）1870—1916[25][29]，馬來西亞橡膠樹之父[27]，1894年受封太平局紳[30]。
  - 陳溫祥（Robert Tan Hoon Siang）1909—1991[31]，著名胡姬花培育者[32]
    - 陳柔浩1946—[33]，新加坡園藝協會會長[32]

- 陈维贤[34]
  - 陈志纲[34]
    - 陳繼廉[34]